# Reprezentacja Macedonii na Mistrzostwach Świata w Narciarstwie Klasycznym 2011
Reprezentacja Macedonii na Mistrzostwach Świata w Narciarstwie Klasycznym 2011 liczy 6 sportowców.

## Medale

### Złote medale
Brak

### Srebrne medale
Brak

### Brązowe medale
Brak

## Wyniki

### Biegi narciarskie mężczyzn
Sprint
- Sote Andreeski – odpadł w kwalifikacjach
- Toso Stanoeski – odpadł w kwalifikacjach
- Toni Stanoeski – odpadł w kwalifikacjach
- Andrej Petrov – odpadł w kwalifikacjach

### Biegi narciarskie kobiet
Sprint
- Rosana Kiroska – odpadła w kwalifikacjach
- Ana Angelova – odpadła w kwalifikacjach